# Hanne Skyum
Hanne Skyum (født 10. marts 1961 i Bording) er en dansk væver, billedkunstner og fotograf. 
Hanne Skyums motivkreds er abstrakt og inspireret af det nordiske vejrlig. 
Hanne Skyum bor på den alsiske halvø, Kegnæs, men har i mange år haft sit udgangssted i Rudme på Midtfyn. Hun er medlem af kunstnergruppen Dansk Gobelinkunst og har ligeledes i mange år været formand for sammenslutningen "De fynske kunstneres forårsudstilling".

## Hæder
- 1996 Den Hielmstierne-Rosencroneske Stiftelse
- 1998 Gerda Hennings Mindelegat
- 1999 Statens Kunstfond
- 2000 Andrea Jensens (Prins Jørgen) legat. Danmarks Nationalbanks Jubilæumsfond af 1968
- 2008 Statens Kunstfond